# Landsskatteretten
Landsskatteretten (Oberstes Steuergericht) ist Dänemarks höchste Verwaltungsbeschwerdeinstanz in Steuerfragen mit Sitz in Kopenhagen.
Das  zentrale Gremium besteht aus einem Präsidenten, einer Reihe von vorsitzenden Richtern und 34 Gerichtsmitgliedern. Der Präsident und die Richter werden vom Parlament ernannt.

## Aufgaben
Das Tribunal befasst sich mit Beschwerden im Zusammenhang mit Steuern, Abgaben, Zöllen und Tarifen. Die Beschwerde muss schriftlich erfolgen. Der Beschwerdeführer muss eine Beschwerdegebühr von 400 Kronen bezahlen. Die Gebühr wird zurückerstattet, wenn der Beschwerde ganz oder teilweise stattgegeben wird. Es besteht auch die Möglichkeit, Beschwerden via Internet einzureichen. 
Im Jahr 2011 wurden rund 4.440 Beschwerden behandelt. Die durchschnittliche Bearbeitungszeit betrug etwas mehr als sieben Monate.